# سيدريك أوندو بيوغي
سيدريك أوندو بيوغي (مواليد 17 أغسطس 1994) هو لاعب كرة قدم غابوني محترف في مركز المهاجم.

## المسيرة
بدأ أوندو مسيرته الكروية مع نادي سيركل مبيري سبورتيف قبل انضمامه إلى نادي سي إف مونانا في عام 2015.  وقع أوندو مع فيتا كلوب في يناير 2019. بعد عام من انضمامه إلى فيتا، عاد إلى المغرب ووقع مع المغرب الفاسي. 
في 16 يناير 2016، ظهر أوندو لأول مرة مع الجابون في بطولة أمم إفريقيا 2016 ضد المغرب. بدأ المباراة ولعب التسعين دقيقة كاملة حيث تعادل الجابون 0-0. شارك في كأس الأمم الأفريقية 2017 كلاعب احتياط.

## إحصائيات

### المنتخب
آخر تحديث 1 يناير 2017.
| منتخب الغابون لكرة القدم | منتخب الغابون لكرة القدم | منتخب الغابون لكرة القدم |
| السنة                    | الظهور                   | الأهداف                  |
| ------------------------ | ------------------------ | ------------------------ |
| 2016                     | 3                        | 0                        |
| المجموع                  | 3                        | 0                        |

## روابط خارجية
- سيدريك أوندو بيوغي على موقع قاعدة بيانات كرة القدم.إي يو (الإنجليزية)
- سيدريك أوندو بيوغي على موقع ناشيونال فوتبول تيمز (الإنجليزية)
- سيدريك أوندو بيوغي على موقع Soccerway.com (الإنجليزية)
- سيدريك أوندو بيوغي على موقع عالم كرة القدم.نت (الإنجليزية)